# Lathromeris hesperus
Lathromeris hesperus är en stekelart som beskrevs av Pinto 2006. Lathromeris hesperus ingår i släktet Lathromeris och familjen hårstrimsteklar. Inga underarter finns listade i Catalogue of Life.